# Max Neukirchner
Max Neukirchner (Stollberg/Erzgeb., 20 aprile 1983) è un pilota motociclistico tedesco.
Anche suo padre, Lothar Neukirchner, ha corso come pilota professionista.

## Carriera
Le sue prime apparizioni in competizioni internazionali di motociclismo si registrano nel campionato Europeo Velocità in cui ha gareggiato in classe 250 dal 2000 al 2003 su una motocicletta Honda, piazzandosi 25º nel primo anno, 23º nel secondo, 11º il terzo e 3º nel 2003.
In quegli stessi anni ha avuto la possibilità di esordire nel motomondiale e prendere parte, come wild card, a tre edizioni del Gran Premio motociclistico di Germania; nel 2001 e 2002 non ha ottenuto punti, nel 2003 si è invece piazzato al 15º posto e, con il punto ottenuto, giunse al 31º posto nella classifica generale dell'anno. Nel 2004 ha corso il campionato mondiale Supersport con una Honda CBR 600RR del team Klaffi Honda, piazzandosi 9º con 63 punti nella classifica finale. Nel 2005, sempre con il team Klaffi ma con Honda CBR 1000RR, è passato al campionato mondiale Superbike totalizzando 1 podio e ottenendo il 12º posto nella classifica generale con 123 punti. Nel 2006 il team Klaffi non ha potuto disporre di una moto per lui, così è passato alla Ducati 999 RS del team Pedercini, ma a metà stagione il contratto è stato sciolto e ha corso il resto della stagione con la Suzuki GSXR1000 K6 del team Alstare Engineering Corona Extra, rimpiazzando Fabien Foret.
Nel 2007 ha corso nel mondiale Superbike con la Suzuki GSX-R1000 K7 del team Suzuki Germany, classificandosi 9º nella classifica generale. Inizia la stagione 2008 correndo con la Suzuki GSX-R1000 per il team Alstare Suzuki, e l'11 maggio nel Gran Premio d'Italia in gara 2 a Monza coglie la sua prima vittoria davanti a Noriyuki Haga. Nella stessa stagione ottiene un'altra vittoria nel Gran Premio di San Marino in gara 1 sul circuito di Misano Adriatico, imponendosi davanti agli australiani Troy Corser e Troy Bayliss. Il 2009 è un anno decisamente sfortunato, rientrato in pista in occasione dei test sul circuito di Imola dopo l'infortunio procuratosi a inizio stagione nel Gran Premio d'Italia in gara 1 a Monza, è caduto alla variante del tamburello nella sessione di giovedì mattina, riportando la frattura di quattro vertebre, chiude la sua stagione al 16º posto nella classifica generale correndo solo le prime quattro prove in calendario.
Il 14 ottobre 2009 viene annunciata la sua partecipazione nel 2010 al campionato mondiale Superbike con una Honda CBR 1000RR del team HANNspree Ten Kate Honda. L'annata non è positiva, anche in rapporto a quanto fatto vedere le stagioni precedenti, racimola 54 punti fermandosi al diciottesimo posto della classifica piloti.
Nel 2011 corre nella classe Moto2 del motomondiale, ingaggiato dalla MZ-RE Honda; il compagno di squadra è Anthony West. Ottiene come miglior risultato un ottavo posto in Italia e termina la stagione al 20º posto con 42 punti. In questa stagione è costretto a saltare il Gran Premio del Portogallo per un infortunio al mignolo della mano sinistra rimediato nelle prove libere del GP. Nel 2012 passa al team Kiefer Racing con una Kalex Moto2. In questa stagione è costretto a saltare i Gran Premi della Repubblica Ceca e di San Marino per la frattura del terzo metacarpo della mano destra rimediata nelle prove libere del GP della Repubblica Ceca, per poi essere definitivamente sostituito da Mike Di Meglio. Ha totalizzato 9 punti con il settimo posto in Francia.
Per il 2013 torna a correre nel mondiale Superbike con la Ducati Panigale 1199R nel team MR-Racing. Nel primo appuntamento del campionato in Australia conquista rispettivamente un 10º e un 11º posto, portando i primi punti stagionali alla Ducati nel campionato costruttori. Pur saltando tre Gran Premi riesce a chiudere la stagione al 14º posto con 91 punti. Nel 2014 partecipa al campionato mondiale Superbike in qualità di wild card al solo Gran Premio di Francia, in sella ad una Ducati Panigale 1199R del team 3C Racing. Ottiene un nono ed un sesto posto nelle due gare e raccoglie 17 punti che gli permettono di chiudere ventitreesimo in classifica generale.

## Risultati in gara

### Motomondiale
| 2001 | Classe | Moto  |  |  |  |  |  |  |  |  |    |  |  |  |  |  |  |  |  |  | Punti | Pos. |
| ---- | ------ | ----- |  |  |  |  |  |  |  |  | -- |  |  |  |  |  |  |  |  |  | ----- | ---- |
| 2001 | 250    | Honda |  |  |  |  |  |  |  |  | 18 |  |  |  |  |  |  |  |  |  | 0     |      |

| 2002 | Classe | Moto  |  |  |  |  |  |  |  |  |    |  |  |  |  |  |  |  |  |  | Punti | Pos. |
| ---- | ------ | ----- |  |  |  |  |  |  |  |  | -- |  |  |  |  |  |  |  |  |  | ----- | ---- |
| 2002 | 250    | Honda |  |  |  |  |  |  |  |  | 19 |  |  |  |  |  |  |  |  |  | 0     |      |

| 2003 | Classe | Moto  |  |  |  |  |  |  |  |  |    |  |  |  |  |  |  |  |  |  | Punti | Pos. |
| ---- | ------ | ----- |  |  |  |  |  |  |  |  | -- |  |  |  |  |  |  |  |  |  | ----- | ---- |
| 2003 | 250    | Honda |  |  |  |  |  |  |  |  | 15 |  |  |  |  |  |  |  |  |  | 1     | 31º  |

| 2011 | Classe | Moto        |    |    |    |    |    |    |    |   |     |    |     |    |     |    |    |     |     |   | Punti | Pos. |
| ---- | ------ | ----------- | -- | -- | -- | -- | -- | -- | -- | - | --- | -- | --- | -- | --- | -- | -- | --- | --- | - | ----- | ---- |
| 2011 | Moto2  | MZ-RE Honda | 15 | 10 | NP | 15 | 10 | 12 | 10 | 8 | Rit | NE | Rit | 24 | Rit | 13 | 18 | Rit | Rit | 9 | 42    | 20º  |

| 2012 | Classe | Moto  |    |     |    |   |    |    |     |    |     |    |    |    |  |  |  |  |  |  | Punti | Pos. |
| ---- | ------ | ----- | -- | --- | -- | - | -- | -- | --- | -- | --- | -- | -- | -- |  |  |  |  |  |  | ----- | ---- |
| 2012 | Moto2  | Kalex | 30 | Rit | 20 | 7 | 17 | 17 | Rit | 18 | Rit | NE | 20 | NP |  |  |  |  |  |  | 9     | 26º  |

| Legenda | 1º posto        | 2º posto            | 3º posto            | A punti      | Senza punti        | Grassetto – Pole position Corsivo – Giro più veloce |
| Legenda | Gara non valida | Non qual./Non part. | Ritirato/Non class. | Squalificato | '-' Dato non disp. | Grassetto – Pole position Corsivo – Giro più veloce |

### Campionato mondiale Supersport
| 2004 | Moto  |    |   |     |   |   |    |    |   |    |   |  |  | Punti | Pos. |
| ---- | ----- | -- | - | --- | - | - | -- | -- | - | -- | - |  |  | ----- | ---- |
| 2004 | Honda | 14 | 8 | Rit | 6 | 5 | 11 | 11 | 7 | 11 | 8 |  |  | 63    | 9º   |

| Legenda | 1º posto        | 2º posto            | 3º posto           | A punti      | Senza punti        | Grassetto – Pole position Corsivo – Giro più veloce |
| Legenda | Gara non valida | Non qual./Non part. | Ritirato/Non class | Squalificato | '-' Dato non disp. | Grassetto – Pole position Corsivo – Giro più veloce |

### Campionato mondiale Superbike
| 2005 | Moto  |     |   |   |   |     |    |  |  |   |    |     |     |    |     |    |    |   |   |   |   |   |    |   |   |  |  |  |  | Punti | Pos. |
| ---- | ----- | --- | - | - | - | --- | -- |  |  | - | -- | --- | --- | -- | --- | -- | -- | - | - | - | - | - | -- | - | - |  |  |  |  | ----- | ---- |
| 2005 | Honda | Rit | 8 | 4 | 3 | Rit | 12 |  |  | 7 | 18 | Rit | Rit | 14 | Rit | 10 | 11 | 8 | 7 | 7 | 7 | 7 | AN | 8 | 8 |  |  |  |  | 123   | 12º  |

| 2006 | Moto            |    |     |    |    |     |    |     |     |    |     |    |    |  |  |  |  |   |     |    |     |     |     |    |    |  |  |  |  | Punti | Pos. |
| ---- | --------------- | -- | --- | -- | -- | --- | -- | --- | --- | -- | --- | -- | -- |  |  |  |  | - | --- | -- | --- | --- | --- | -- | -- |  |  |  |  | ----- | ---- |
| 2006 | Ducati e Suzuki | 10 | Rit | 18 | 13 | Rit | 18 | Rit | Rit | 16 | Rit | NP | NP |  |  |  |  | 6 | Rit | 13 | Rit | Rit | Rit | 12 | 14 |  |  |  |  | 28    | 18º  |

| 2007 | Moto   |   |    |   |   |   |    |    |    |    |   |    |    |    |    |   |    |   |    |    |    |     |   |     |    |   |     |  |  | Punti | Pos. |
| ---- | ------ | - | -- | - | - | - | -- | -- | -- | -- | - | -- | -- | -- | -- | - | -- | - | -- | -- | -- | --- | - | --- | -- | - | --- |  |  | ----- | ---- |
| 2007 | Suzuki | 6 | 10 | 8 | 8 | 8 | 10 | 12 | 10 | 10 | 7 | 10 | 12 | 10 | AN | 9 | 10 | 9 | 12 | 10 | 10 | Rit | 9 | Rit | 10 | 4 | Rit |  |  | 149   | 9º   |

| 2008 | Moto   |   |   |   |   |     |    |   |   |   |   |   |   |   |   |   |   |   |   |   |   |     |    |   |   |   |   |     |   | Punti | Pos. |
| ---- | ------ | - | - | - | - | --- | -- | - | - | - | - | - | - | - | - | - | - | - | - | - | - | --- | -- | - | - | - | - | --- | - | ----- | ---- |
| 2008 | Suzuki | 5 | 8 | 7 | 5 | Rit | NP | 3 | 5 | 1 | 2 | 4 | 2 | 3 | 3 | 1 | 7 | 7 | 5 | 7 | 4 | Rit | 14 | 4 | 4 | 5 | 9 | Rit | 4 | 311   | 5º   |

| 2009 | Moto   |   |   |     |   |   |   |    |   |    |    |     |     |     |     |     |     |     |     |     |     |     |     |     |     |     |     |     |     | Punti | Pos. |
| ---- | ------ | - | - | --- | - | - | - | -- | - | -- | -- | --- | --- | --- | --- | --- | --- | --- | --- | --- | --- | --- | --- | --- | --- | --- | --- | --- | --- | ----- | ---- |
| 2009 | Suzuki | 2 | 6 | Rit | 6 | 3 | 7 | 13 | 9 | NP | NP | Inf | Inf | Inf | Inf | Inf | Inf | Inf | Inf | Inf | Inf | Inf | Inf | Inf | Inf | Inf | Inf | Inf | Inf | 75    | 16º  |

| 2010 | Moto  |    |    |     |    |    |    |    |   |    |    |    |    |    |    |    |    |     |     |    |     |     |    |    |    |    |    |  |  | Punti | Pos. |
| ---- | ----- | -- | -- | --- | -- | -- | -- | -- | - | -- | -- | -- | -- | -- | -- | -- | -- | --- | --- | -- | --- | --- | -- | -- | -- | -- | -- |  |  | ----- | ---- |
| 2010 | Honda | 12 | 16 | Rit | 15 | 13 | 17 | 20 | 9 | 12 | 12 | 19 | 17 | 12 | 12 | 14 | 14 | Rit | Rit | 11 | Rit | Rit | 15 | 14 | 12 | 13 | 12 |  |  | 54    | 18º  |

| 2013 | Moto   |    |    |    |    |    |    |    |    |    |    |    |    |    |    |   |    |    |    |     |   |    |    |  |  |  |  |    |    | Punti | Pos. |
| ---- | ------ | -- | -- | -- | -- | -- | -- | -- | -- | -- | -- | -- | -- | -- | -- | - | -- | -- | -- | --- | - | -- | -- |  |  |  |  | -- | -- | ----- | ---- |
| 2013 | Ducati | 10 | 11 | 11 | 12 | 11 | 12 | 12 | 10 | 14 | 12 | 13 | 11 | 12 | 13 | 7 | AN | 12 | 12 | Rit | 9 | NP | NP |  |  |  |  | 14 | 11 | 91    | 14º  |

| 2014 | Moto   |  |  |  |  |  |  |  |  |  |  |  |  |  |  |  |  |  |  |  |  |   |   |  |  |  |  |  |  | Punti | Pos. |
| ---- | ------ |  |  |  |  |  |  |  |  |  |  |  |  |  |  |  |  |  |  |  |  | - | - |  |  |  |  |  |  | ----- | ---- |
| 2014 | Ducati |  |  |  |  |  |  |  |  |  |  |  |  |  |  |  |  |  |  |  |  | 9 | 6 |  |  |  |  |  |  | 17    | 23º  |

| Legenda | 1º posto        | 2º posto            | 3º posto           | A punti      | Senza punti        | Grassetto – Pole position Corsivo – Giro più veloce |
| Legenda | Gara non valida | Non qual./Non part. | Ritirato/Non class | Squalificato | '-' Dato non disp. | Grassetto – Pole position Corsivo – Giro più veloce |